# 凯尔·库兹马
凱爾·亞歷山大·庫茲馬（英語：Kyle Alexander Kuzma，1995年7月24日—）為美國職業籃球運動員，現效力於NBA密尔沃基雄鹿。他進入NBA之前，曾在犹他大学打大學籃球。2017年NBA選秀中，古斯馬在首輪第27順位被布魯克林籃網選中。

## 高中生涯

### 前期
庫茲馬原先就讀斯沃茨克里克社區學校，後來轉學到密西根賓利高中，在高中球季庫茲馬平均每場比賽能夠得到17.9分14.4籃板3.8助攻和3.4阻攻。庫茲馬把他在比賽時拍攝的錄像帶寄給了YMCA為他的升學做準備，他的錄像帶引起了馮·史帕拉西奧（Vin Sparacio）的注意。那時史帕拉西奧是費城地區Rise Academy（由耐吉舉辦的一個青年籃球項目）的主教練。他對這名身高6尺6寸，體重175磅的高大球員很感興趣，且覺得庫茲馬在比賽中的表現非常不錯，於是立刻把他叫了過來。在前往費城參加訓練營的前一天晚上，庫茲馬抱住自己母親激動得哭了出來。

### 高四
庫茲馬結束了自己的高四賽季，場均能夠取得22分7籃板。他接到了許多NCAA一級學校的電話。其中包括康乃狄克大學、愛荷華州立大學、田納西大學和密蘇里州立大學等大學都積極招募他，最後庫茲馬決定前往猶他大學就讀。

## 大學生涯
2014-15赛季，凯尔·库兹马出战了31场比赛，场均得到3.3分、1.8个篮板和0.6次助攻。2015-16赛季，库兹马场均得到10.8分、5.7个篮板和1.4次助攻。2016-17赛季，库兹马场均得到16.4分、9.3个篮板和2.4次助攻，投篮命中率为50.4%，並入选Pac-12最佳阵容第一队。
在2016-17賽季結束之後，庫茲馬宣布放棄他最後一年的學業，並準備投入2017年NBA選秀大會。

### 大學統計數據
| 賽季    | 大學     | 上場次數 | 先發次數 | 上場時間 | 投篮命中率 | 三分球命中率 | 罚球命中率 | 篮板 | 助攻 | 抄截 | 阻攻 | 得分 |
| ------- | -------- | -------- | -------- | -------- | ---------- | ------------ | ---------- | ---- | ---- | ---- | ---- | ---- |
| 2014–15 | 猶他大學 | 31       | 0        | 8.1      | 45.6       | 32.4         | 55.6       | 1.8  | 0.6  | 0.0  | 0.2  | 3.3  |
| 2015–16 | 猶他大學 | 36       | 35       | 24.1     | 52.2       | 25.5         | 61.1       | 5.7  | 1.4  | 0.3  | 0.4  | 10.8 |
| 2016–17 | 猶他大學 | 29       | 29       | 30.8     | 50.4       | 32.1         | 66.9       | 9.3  | 2.4  | 0.6  | 0.5  | 16.2 |
| 生涯    |          | 96       | 64       | 21.0     | 50.6       | 30.2         | 63.1       | 5.5  | 1.5  | 0.3  | 0.4  | 10.1 |

## 職業生涯

### 洛杉磯湖人（2017-2021）

#### 新秀賽季
2017年6月22日，布魯克林籃網在2017年NBA選秀中以第27順位選中庫茲馬。選秀大會結束後，庫茲馬的籤位和布魯克·羅培茲一起被交易至洛杉磯湖人，換來了德安傑洛·羅素和季莫費·莫茲戈夫。2017年7月3日，庫茲馬與湖人簽下了新秀合約。
在2017年夏季聯賽的八場比賽中，庫茲馬為湖人出戰了七場比賽，並在得分方面領先全隊，在比賽中保持一致。庫茲馬場均可以得到21.9分、6.4個籃板、2.7次助攻、1.4次阻攻和1.1次抄截，入選了夏季聯賽最佳陣容第二隊。庫茲馬在總決賽對上波特蘭拓荒者的比賽中拿下了30分和10籃板，幫助湖人以110-98大勝拓荒者，因此他被選為夏季聯賽總決賽MVP。
2017年11月4日，湖人主場迎戰布魯克林籃網，庫茲馬擔任先發，帶領湖人以124-112擊敗籃網，庫茲馬得到21分13籃板。11月16日，湖人主場迎戰費城76人，庫茲馬攻下了職業生涯新高的24分，還有7個籃板，但是湖人以109-115敗給76人。
2018-2019年
2019年1月9日，庫茲馬在湖人主場對活塞比賽中攻下了職業生涯新高的41分，帶領湖人以113-100獲勝。
2020年10月12日，洛杉磯湖人在總冠軍賽第6戰擊敗邁阿密熱火，以4-2成功奪冠，獲得職業生涯第一座NBA總冠軍。休賽季，以3年4000萬美金與湖人提前續約。2021年3月12日，單場拿下24分13籃板包括3記三分球，其中決勝節斬獲15分，助湖人以105:100逆轉溜馬。

### 華盛頓巫師（2021-2025）
2021年7月30日，華盛頓巫師將羅素·衛斯特布魯克送往洛杉磯湖人，換來凯尔·库兹马、蒙特雷斯·哈雷爾以及肯塔维奥斯·卡德维尔-波普、2021年的第22順位、2024第二輪選秀權、2028第二輪選秀權。
2023年6月20日，庫茲馬拒絕了他1300萬美元的球員選項，選擇進入自由身；但在6月30日，他簽下了一份4年1.02億美元的合約，繼續留在華盛頓巫師。

### 密尔沃基雄鹿（2025–）
2025年2月5日，华盛顿奇才将凯尔·库兹马交易至密尔沃基雄鹿得到米德尔顿，AJ约翰逊。

## 外部連結
- Kyle Kuzma的Instagram帳戶